# Championnat du Costa Rica de football 1973-1974
Navigation
Saison précédente Saison suivante
La Primera División 1973-1974 est la cinquante-deuxième édition de la première division costaricienne.
Lors de ce tournoi, le Deportivo Saprissa a conservé son titre de champion du Costa Rica face aux sept meilleurs clubs costariciens.
Chacun des huit clubs participant était confronté quatre fois aux sept autres.
Seulement deux places étaient qualificatives pour la Coupe des champions de la CONCACAF, places également qualificatives pour la Coupe de la fraternité.

## Les 8 clubs participants
| \| San José: Deportivo México Deportivo Saprissa Universidad / LD Alajuelense CS Cartagines CS Herediano Limón North. I San José AD Ramonense I San José I San José \| Localisation des clubs engagés dans le championnat. |
| San José: Deportivo México Deportivo Saprissa Universidad / LD Alajuelense CS Cartagines CS Herediano Limón North. I San José AD Ramonense I San José I San José                                                           |

| Club               | Stade                        | Capacité          | Ville        |
| LD Alajuelense     | Stade Alejandro Morera Soto  | 17 900            | Alajuela     |
| CS Cartagines      | Stade José Rafael Meza       | 13 500            | Cartago      |
| CS Herediano       | Stade Eladio Rosabal Cordero | 8 100             | Heredia      |
| Limón Northern     | Stade Juan Gobán             | 3 000             | Puerto Limón |
| Deportivo México   | Stade inconnu                | Capacité inconnue | Guadalupe    |
| AD Ramonense       | Stade Carlos Roldan          | 5 000             | San Ramón    |
| Deportivo Saprissa | Stade Ricardo Saprissa       | 23 100            | San José     |
| Universidad        | Stade Ecológico              | 1 800             | San José     |

## Compétition
Les huit équipes s'affrontent à quatre reprises selon un calendrier tiré aléatoirement. Il n'y a pas eu de relégation lors de cette saison pour faire passer le nombre de clubs à neuf.
Le classement est établi sur l'ancien barème de points (victoire à 2 points, match nul à 1, défaite à 0).
Le départage final se fait selon les critères suivants :
- Le nombre de points.
- La différence de buts générale.
- La différence de buts particulière.
- Le nombre de buts marqué.

### Classement
| Rang | Équipe                 | Pts | J  | G  | N | P  | Bp | Bc | Diff |
| ---- | ---------------------- | --- | -- | -- | - | -- | -- | -- | ---- |
| 1    | Deportivo Saprissa (T) | 42  | 28 | 17 | 8 | 3  | 47 | 21 | +26  |
| 2    | CS Herediano           | 39  | 28 | 15 | 9 | 4  | 50 | 24 | +26  |
| 3    | LD Alajuelense         | 37  | 28 | 14 | 9 | 5  | 44 | 30 | +14  |
| 4    | Limón Northern         | 26  | 28 | 10 | 6 | 12 | 36 | 41 | -5   |
| 5    | CS Cartagines          | 25  | 28 | 8  | 9 | 11 | 34 | 35 | -1   |
| 6    | Universidad (P)        | 23  | 28 | 8  | 7 | 13 | 34 | 49 | -15  |
| 7    | Deportivo México       | 19  | 28 | 6  | 7 | 15 | 30 | 46 | -16  |
| 8    | AD Ramonense           | 13  | 28 | 4  | 5 | 19 | 28 | 57 | -29  |

| Légende : Qualifications et relégations | Légende : Qualifications et relégations                                                                                |
| --------------------------------------- | --- |
|                                         | Coupe des champions de la CONCACAF 1975 (2e Tour de qualification) Coupe de la fraternité 1975 (en) (Phase de groupe)  |
|                                         | Coupe des champions de la CONCACAF 1975 (1er Tour de qualification) Coupe de la fraternité 1975 (en) (Phase de groupe) |
|                                         | (T) : Tenant du titre (P) : Promu de la saison 1972-1973                                                               |

## Bilan du tournoi
| Tableau d'Honneur |                    |
| Compétition       | Vainqueur          |
| Primera División  | Deportivo Saprissa |

| Qualifications continentales 1974-1975 |                                 |
| Coupe des champions de la CONCACAF     | Qualifiés                       |
| Deuxième tour de qualification         | CS Herediano                    |
| Premier tour de qualification          | Deportivo Saprissa              |
| Coupe de la fraternité                 | Qualifiés                       |
| Phase de groupe (en)                   | Deportivo Saprissa CS Herediano |

| Promotions et relégations   |                     |
| Relégué en Segunda División | Aucun               |
| Promu de Segunda División   | Municipal Turrialba |

## Statistiques

### Meilleur buteur
- Fernando Montero (CS Herediano) 19 buts